# Allison Miller (musicienne)
Allison Miller, née à Texarkana au Texas, est une batteuse, compositrice et pédagogue américaine. Elle vit et travaille à New York.

## Biographie

### Jeunesse
Du côté maternel, Allison Miller descend d'une longue lignée de musiciens. Sa grand-mère est organiste professionnelle à Oklahoma, et la sœur de celle-ci est chanteuse. Sa mère est pianiste classique et directrice de chœur. Miller a un cousin qu'elle décrit comme un « chanteur d'opéra célèbre »
Née à Texarkana au Texas, Allison Miller grandit dans la banlieue de Washington. Elle commence l'apprentissage du piano avec sa mère vers sept ans et commence à jouer de la batterie à l'âge de huit ou dix ans,. Elle prend des cours avec le batteur Walter Salb.
Elle étudie à l'université de Virginie-Occidentale, où elle travaille tous les styles de percussions. En 1991, le magazine DownBeat la repère parmi les musiciens à suivre.

### Carrière
Deux mois après son diplôme, elle déménage à New York étudier avec Michael Carvin (en) et Lenny White, et commencer sa carrière de batteuse, où elle se fait rapidement une réputation. Elle joue notamment avec Joel Harrison, Virginia Mayhew, Marty Ehrlich et Dr. Lonnie Smith.
En 2004 paraît 5am Stroll, son premier album en tant que leadeuse. Très occupée par ses activités de sidewoman sur scène ou en studio, et par l'enseignement qu'elle prodigue, elle n'enregistre pas sous son nom pendant cinq ans. C'est dans cette période qu'elle rencontre les compositrices-interprètes Natalie Merchant et Ani DiFranco, que Miller accompagne pendant quelques années.
En 2009, elle produit Ask the Planet, un album pour enfants à l'initiative du Biomimicry Institute, sur lequel on peut entendre des chansons écologistes pour les enfants.
Elle fonde le groupe Boom Tic Boom, dans lequel on peut entendre Myra Melford (piano), Todd Sickafoose (basse) et Jenny Scheinman (violon). Leur premier album sort en 2010, et figure parmi les 10 meilleurs albums de jazz de l'année selon le Los Angeles Times. L'album est un hommage à toutes les femmes qui ont compté dans la vie de Miller.
Elle crée également le groupe Honey Ear Trio avec Erik Lawrence (saxophone) et Rene Hart (basse), dont le premier album Steampunk Serenade sort en 2011.
Le titre de l'album de Boom Tic Boom No Morphine No Lilies (« Pas de morphine pas de lys »), paru en 2013, fait référence à la vie de Miller pendant la grave maladie de sa petite amie, qui s'est rétablie depuis. Cette tension émotionnelle se ressent d'autant plus dans la musique que les autres membres du groupes étaient également dans des moments difficiles : Todd Sickafoose venait d'avoir un enfant et était épuisé, et Jenny Scheinman étaient enceinte de huit mois. Sur cet album sont invités Steven Bernstein (trompette) et Erik Friedlander (violoncelle).
Elle participe à la bande originale de la série The L Word, dans laquelle elle fait également de la figuration dans un épisode.
Ambassadrice jazz à trois reprises auprès du département d'État des États-Unis, elle a donné des cours et des concerts en Afrique, en Asie du Sud-Est (Inde, Malaisie, Thaïlande, Viêt Nam, Laos, Bangladesh) ou en Eurasie (Kazakhstan, Arménie, Ukraine, Moldavie, Biélorussie),.
En 2016 parait le troisième album de Boom Tic Boom Otis Was a Polar Bear, un album évoquant une suite en plusieurs mouvements. Il est suivi en 2019 par Glitter Wolf.
Elle fait partie du supergroupe Artemis, aux côtés de Renee Rosnes, Cécile McLorin Salvant, Anat Cohen, Melissa Aldana, Ingrid Jensen et Noriko Ueda. Leur premier album Artemis est sorti en 2020 chez Blue Note Records.

### Vie privée
Allison Miller se définit comme lesbienne. En 2013, elle a écrit un article dans le Huffington Post racontant son coming out et son expérience en tant que femme lesbienne féministe dans le monde du jazz très largement masculin. La tribune a eu un large retentissement dans le milieu du jazz, notamment auprès de femmes homosexuelles.

## Récompenses
- 2014 : bourse « Presenter Consortium for Jazz » de Chamber Music America (en)[2]

## Style
Aimant dépasser les frontières, Allison Miller est « connue pour son approche aventureuse », moderne et créative du jazz. Elle aime explorer les sons qu'offre son instrument : « une des choses que j'aime faire, c'est prendre une des parties de ma batterie, et d'essayer d'en tirer autant de sons que possible ». Elle joue avec également de talent et de plaisir dans d'autres styles que le jazz (funk, musique latine, rock…), enchainant parfois plusieurs de styles avec fluidité

« […] Miller met plus de soin et d'intensité dans chaque frappe que n'importe quel batteur que j'ai entendu. Au lieu de balancer des triolets à droite et à gauche, elle semble accorder une immense attention à chaque […] son qu'elle produit. Sa virtuosité s'entend dans son contrôle et son savoir-faire plutôt que dans sa vitesse (bien qu'elle puisse être fulgurante lorsqu'elle le juge nécessaire). »

— Asher Wolf, All About Jazz, 2016.
Allison Miller ne compose pas à la batterie, elle se dirige plutôt vers son piano ou sa contrebasse.

## Discographie

### En tant que leadeuse
- 2005 : 5am Stroll (Foxhaven Records)
- 2006 : At The End of The Day, Agrazing Maze (Foxhaven Records)
- 2010 : Boom Tic Boom (Foxhaven Records)[11]
- 2012 : Boom Tic Boom: Live at Wilisau (Foxhaven Records)
- 2013 : No Morphine No Lilies avec Boom Tic Boom (The Royal Potato Family)[12]
- 2016 : Otis Was a Polar Bear avec Boom Tic Boom (The Royal Potato Family)[13]
- 2018 : Science Fair avec Carmen Staaf (Sunnyside Records)[8]
- 2019 : Glitter Wolf avec Boom Tic Boom (The Royal Potato Family)[14],[8]

### En tant que coleadeuse
- 2011 : Steampunk Serenade, Honey Ear Trio (Miller, Rene Hart, Erik Lawrence)
- 2016 : Swivel, Honey Ear Trio[15]
- 2016 : Lean, Miller, Jerome Sabbagh, Simon Jermyn[15]
- 2019 : Parlour Game, Jenny Scheinman, Miller, Carmen Staaf, Tony Scherr (Royal Potato Family)[16]
- 2019 : Lioness, Lioness
- 2020 : Artemis, Artemis (Blue Note)
- 2021 : Tues Days, duo avec Jane Ira Bloom
- 2023 : In Real Time, avec le groupe Artemis (Blue Note)
- 2025 : Arboresque (Blue Note)

### En tant qu'invitée
Liste non exhaustive :
- 1999 : Betty, Betty 3
- 2000 : Virginia Mayhew, No Walls
- 2003 : Virginia Mayhew, Phantoms
- 2005 : Agrazing Maze, At The End of The Day
- 2005 : Kitty Margolis, Heart and Soul Live in San Francisco
- 2007 : Eric Deutsch, Fingerprint
- 2008 : Todd Sickafoose, Tiny Resistors
- 2008 : Dr. Lonnie Smith, Jungle Soul
- 2008 : Ani DiFranco, Red Letter Year
- 2012 : Brandi Carlile, Bear Creek
- 2012 : Ani DiFranco, ¿Which Side Are You On?
- 2013 : Ben Allison, The Stars Look Very Different Tonight
- 2016 : Will Bernard, Out and About
- 2017 : Greg Cordez, Last Things Last
- 2018 : SLUGish Ensemble, Steven Lugerner, An Eight Out of Nine
- 2019 : Lioness, Pride & Joy[17]
- 2020 : Josh Deutsch, Redshift
- 2021 : Pat Donaher, Occasionally